# 데아크 페렌츠 광장

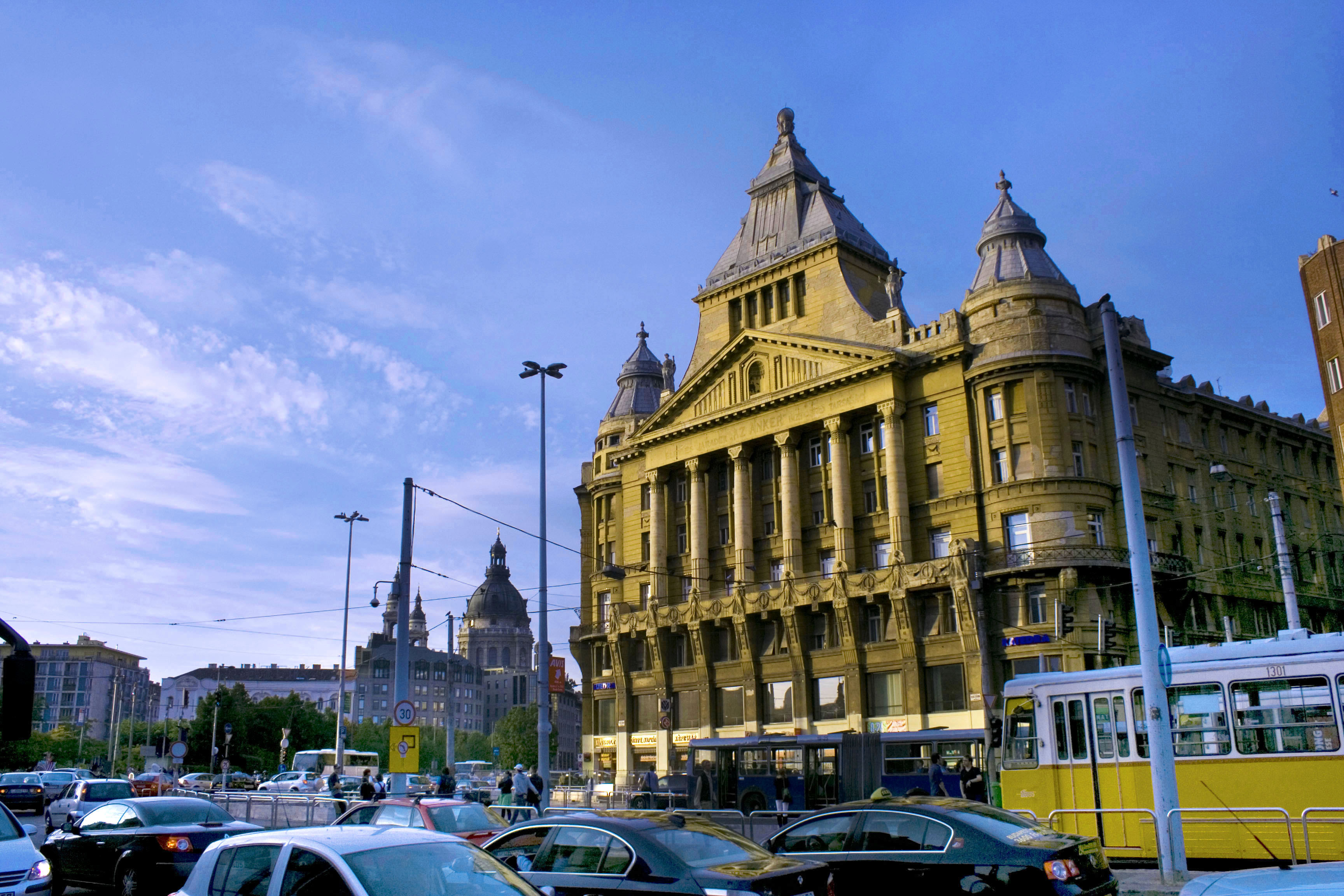
데아크 페렌츠 광장

데아크 페렌츠 광장(헝가리어: Deák Ferenc tér)은 헝가리 부다페스트에 있는 광장이다. 데아크 페렌츠의 이름을 따서 명명되었다. 부다페스트 지하철의 세 노선은 각각 광장 아래 역으로 모인다.
47번과 49번 트램 노선도 광장에서 출발하며, 여러 버스 노선도 이 광장에서 출발한다. 데아크 페렌츠 광장은 많은 사람들이 모이는 인기 있는 장소다.